# Этногенез татар
Этногенез татар — в настоящее время активно разрабатываемый историками вопрос. Существуют несколько теорий этногенеза татар. В научной литературе наиболее подробно описаны три из них:
- татаро-монгольская теория;
- булгаро-татарская теория;
- тюрко-татарская теория.

Продолжительное время наиболее признанной считалась булгаро-татарская теория. В настоящее время большее признание получает тюрко-татарская теория.

## Тюрко-татарская теория
Тюрко-татарская концепция происхождения татар развивается в работах Г. С. Губайдуллина, А. Н. Курата, Н. А. Баскакова, Ш. Ф. Мухамедьярова, Р. Г. Кузеева, М. А. Усманова, Р. Г. Фахрутдинова, А. Г. Мухамадиева, Н. Давлета, Д. М. Исхакова, Ю. Шамильоглу, И.Л.Измайлова и др.
Сторонники данной теории считают, что она наилучшим образом отражает довольно сложную внутреннюю структуру татарского этноса (характерную, впрочем, для всех крупных этносов), соединяет в себе лучшие достижения других теорий. Первоначально теория развивалась зарубежными авторами. Кроме того, встречается мнение, что одним из первых на сложный характер этногенеза, не сводимый к одному предку, указал М. Г. Сафаргалиев в 1951 году. После того, как в конце 1980-х годов потерял актуальность негласный запрет на публикацию работ, выходящих за рамки решений сессии АН СССР 1946 года, а также перестали использоваться обвинения в «немарксизме» многокомпонентного подхода к этногенезу, данная теория была пополнена множеством отечественных публикаций.
Сторонники теории выделяют несколько этапов формирования этноса.
- Этап образования основных этнических компонентов (середина VI — середина XIII века). Отмечается важная роль Волжской Булгарии, Хазарского каганата и кыпчакско-кимакских государственных объединений в этногенезе татарского народа. На данном этапе произошло образование основных компонентов, объединившихся на следующем этапе. Велика роль Волжской Булгарии, заложившей исламскую традицию, городскую культуру и письменность на основе арабской графики (после X века), сменившая наиболее древнюю письменность — тюркскую рунику. Этническое самосознание оставалось локальным.
- Этап средневековой татарской этнополитической общности (середина XIII — первая четверть XV века)[8]. В это время произошла консолидация компонентов, сложившихся на первом этапе, в едином государстве — Улусе Джучи (Золотой Орде); средневековые татары на основе традиций объединённых в одном государстве народов (в частности, на основе монголо-татарских и местных булгарских и кипчакских традиций) не только создали своё государство, но и выработали свою этнополитическую идеологию, культуру, новые исторические традиции, этнополитическое самосознание в форме этнонима «татар»[9] и символы своей общности. Всё это привело к этнокультурной консолидации золотоордынской аристократии, военно-служилых сословий, мусульманского духовенства и формированию к XIV веку татарской этнополитической общности. Этап характеризуется тем, что в Золотой Орде на основе огузо-кыпчакского языка происходило становление наддиалектного койнэ, утверждение норм литературного языка (литературный старотатарский язык). Самый ранний из сохранившихся литературных памятников на нём (поэма Кул Гали «Кыйса-и Йосыф») написан в XIII веке. Этап завершился с распадом Золотой Орды в XV веке.
- В образовавшихся татарских ханствах, началось формирование новых этнических общностей, имевших локальные самоназвания: астраханские, казанские, касимовские, крымские, сибирские, темниковские татары и др.
- После середины XVI и до XVIII века выделяют этап консолидации локальных этногрупп в составе Русского государства. После присоединения Поволжья, Приуралья и Сибири к Русскому государству, усилились процессы миграции татар (так известны массовые переселения с Оки на Закамскую и Самаро-Оренбургскую линии, с Кубани в Астраханскую и Оренбургскую губернии) и взаимодействия между различными его этнотерриториальными группами, способствовавшее их языковому и культурному сближению. Этому способствовало наличие единого литературного языка, общего культурного и религиозно-образовательного поля. Объединяющим в определённой степени являлось и отношение Русского государства и русского населения, не различавших этногруппы. Отмечается общеконфессиональное самосознание — «мусульмане». Часть локальных этногрупп, вошедших в это время в другие государства (в первую очередь крымские татары) далее развивались самостоятельно.
- Период с XVIII до начала XX века, сторонниками теории определяется как становление татарской нации. Эта проблема на сегодняшний день изучена недостаточно глубоко[5][10]. Выделяют такие этапы формирования нации:
  - С XVIII до середины XIX века — этап «мусульманской» нации, на котором объединяющим фактором выступала религия.
  - С середины XIX века до 1905 года — этап «этнокультурной» нации. После реформ 1860—1870-х годов началось развитие буржуазных отношений, которые способствовали бурному развитию культуры. В свою очередь её составляющие (система образования, литературный язык, книгоиздание и периодическая печать) завершили утверждение в самосознании всех основных этнотерриториальных и этносословных групп татар представления о принадлежности к единой татарской нации. Со второй половины XIX века начинает формироваться современный татарский литературный язык, к 1910-м годам полностью вытеснивший старотатарский. На консолидацию татарской нации оказало сильное воздействие высокая миграционная активность татар из Волго-Уральского региона.
  - С 1905 до конца 1920-х годов — этап «политической» нации. Первым проявлением были требования культурно-национальной автономии, высказанные во время революции 1905—1907 годов. В дальнейшем были идеи Штата Идель-Урал, Татаро-Башкирской Советской республики, создание Татарской АССР. После переписи 1926 года исчезают остатки этносословного самоопределения.

Сторонников Тюркской теории называют татаристами.

## Булгаро-татарская теория
В рамках теории булгаро-татарского происхождения татар ключевым моментом этногенеза татарского народа считается период существования Волжской Булгарии, когда у булгарского этноса, начавшегося складываться в Среднем Поволжье и Приуралье начиная с VIII века, сформировались основные этнокультурные особенности современных татар. По мнению сторонников теории, последующие периоды (период существования Золотой Орды, Казанского ханства, Русского государства) не оказали значительных влияний на язык и культуру булгаро-татарского народа, причём, в период Казанского ханства, булгарский («булгаро-казанский») этнос упрочил этнокультурные особенности, характерные для домонгольского периода и сохранил их (вместе с самоназванием «булгары») до 20-х годов XX века.
Основы теории были заложены в 1920-е годы в трудах Н. Н. Фирсова и М. Г. Худякова и отражали активно внедрявшиеся в гуманитарные науки идеи марксизма в форме теории стадиальности и автохтонного происхождения народов. После специальной научной сессии по происхождению казанских татар, организованной 25—26 апреля 1946 года Отделением истории и философии АН СССР совместно с Институтом языка, литературы и истории Казанского филиала АН СССР, положения булгаро-татарской теории приобрели статус официальных:

Сессия подвела итог многолетней дискуссии по вопросу этногенеза казанских татар. На основе данных лингвистики, археологии, этнографии, антропологии и других смежных дисциплин сессия смогла сделать определённые выводы. Основной вывод состоит в том, что казанские татары, как и всякая народность, есть результат длительного общения и взаимосвязей с другими этническими группами и народами. На формирование их решающее влияние оказали местные племена и тюркоязычные народности (булгары и другие), которые до прихода в край монгольских завоевателей создали государство камских булгар.

На сессии с докладами выступили А. П. Смирнов («К вопросу о происхождении казанских татар»), Т. А. Трофимова («Этногенез казанских татар среднего Поволжья в свете данных антропологии»), Н. И. Воробьёв («Происхождение татар по данным этнографии»), Л. З. Заляй («Происхождение татар Поволжья по материалам языка»).
До начала 1990-х годов булгаро-татарская теория этногенеза татарского народа активно разрабатывалась целой плеядой учёных, среди которых А. П. Смирнов, Х. Г. Гимади, Н. Ф. Калинин, Л. З. Заляй, Г. В. Юсупов, Т. А. Трофимова, А. Х. Халиков, М. З. Закиев, А. Г. Каримуллин, С. Х. Алишев.
Сторонников Булгарской теории называют булгаристами.
В настоящее время Булгарская теория происхождения татар большинством учёных считается устаревшей.

## Теория татаро-монгольского происхождения
В рамках теории татаро-монгольского происхождения татар ключевым моментом этногенеза считается переселение в Восточную Европу кочевых татаро-монгольских племён. Смешавшись с половцами и приняв в период Золотой Орды ислам, эти племена создали основу татарского этноса, его культуры и государственности. Как правило, сторонники теории склонны либо преуменьшать, либо отрицать значение Волжской Булгарии в истории казанских татар.
Истоки возникновения теории татаро-монгольского происхождения татар следует искать у западноевропейских исследователей. Правда в понимание этнонима татар они включали население всех государств Чингизидов, в том числе и население Джучиева улуса, считая их потомками монголо-татарских завоевателей.
Новое развитие эта концепция получила в конце XIX века, когда русские миссионеры во главе с казанским учёным Н. И. Ильминским, занимавшимся просвещением и христианизацией инородцев, решили возродить её в своих колониальных целях. Опираясь на открытие Х. Фейзханова, обнаружившего в 1863 году булгарские надгробия с чувашскими словами, Н. И. Ильминский, несмотря на наличие большого количества булгарских надгробных стел оформленных обычнотюркским языком, в 1865 году выдвигает идею о происхождении чувашей от волжских булгар, а татар — от монголо-татарских завоевателей. Его взгляды находят горячую поддержку и получают дальнейшее развитие в трудах царского цензора и учёного Н. И. Ашмарина (1902).
В конце XIX — начале XX века версия татаро-монгольского происхождения татар начинает находить научное оформление также в работах Г. И. Перетятковича, М. Н. Покровского, В. Ф. Смолина, Х. Атласи, Г. Баттала, З. Валиди, М. Рамзи.
Однако уже и в 1920-е годы первоначальные постулаты теории начали подвергаться смягчению. Так, например, Г. Губайдуллин в своих работах выводил предков современных татар от домонгольских кипчаков, отатаренных в период Золотой Орды.
К концу 1930-х годов в советской идеологии сформировалась тенденция особо подчеркивать историческую роль русского народа. Золотая Орда стала, соответственно, рассматриваться как агрессивное государство, которое вело «захватнические войны и разбойничьи походы на земли русского народа и его соседей». Это незамедлительно нанесло отпечаток и на татарскую историографию. Постановление ЦК ВКП(б) от 9 августа 1944 года «О состоянии и мерах улучшения массово-политической и идеологической работы в Татарской партийной организации» и Постановление Татарского обкома ВКП(б) от 6 октября 1944 года «Об ошибках и недостатках в работе Татарского научно-исследовательского института языка, литературы и истории» привели к фактическому запрету изучения истории Золотой Орды вне идеологических рамок, а после научной сессии Отделения истории и философии АН СССР, прошедшей в 1946 году, изучение этногенеза татар могло развиваться фактически лишь в рамках булгаро-татарской теории. Политически мотивированные решения по этногенезу татар, принятые на научной сессии Отделения истории и философии АН СССР, прошедшей в 1946 году, были повторно подкреплены заключениями научной сессии Отделения истории и философии Академии наук СССР и Чувашского научно-исследовательского института, состоявшейся в Москве в январе 1950 года, в которых теория булгарского происхождения чувашей была отвергнута в пользу предвзятой идеи автохтонности чувашского народа в Поволжье. Подобная политическая ситуация вокруг этногенеза татар и чувашей сохранялась до середины 1980-х годов.
Сторонников Татаро-монгольской теории называют татаристами.
Однако данные исследований Y-ДНК гаплогрупп татар не показали состоятельность теории монголо-татарского происхождения, поскольку частота монгольской гаплогруппы С составляет менее 1,7 %, а превалируют гаплогруппы R1a (снипы z93, z280, M558, M458) — 34,1 %, N3 — 18,3 %, N2 — 4,8 %, I — 4 %, R1b — 8,7 %.